# Gian Maria Cominetti
Giovanni Maria Pietro Cominetti (* 14. Dezember 1884 in Salasco; † 2. September 1961 in Rom) war ein italienischer Theaterregisseur und Drehbuchautor.

## Leben
Cominetti war Journalist, wirkte aber auch als Theaterregisseur und leitete die „Compagnia della Commedia“. Auf der Suche nach geeigneten Stücken forschte er auch in der Bibliothek der Comédie-Française und adaptierte sie für die Bühne.
In den 1940er Jahren inszenierte er einige Dokumentarfilme, oft biografischer Art; auch einige Drehbücher stammen von ihm. 1943 war er für die Regie der italienischen Versionen zweier Filme zuständig.

## Filmografie

### Regisseur
- 1943: Buongiorno, Madrid!
- 1943: Dove andiamo, signora!